# Communauté de communes de la Région de Noyant
Die Communauté de communes de la Région de Noyant ist ein ehemaliger französischer Gemeindeverband mit der Rechtsform einer Communauté de communes im Département Maine-et-Loire in der Region Pays de la Loire. Sie wurde am 29. November 2000 gegründet und umfasste 15 Gemeinden. Der Verwaltungssitz befand sich im Ort Noyant.

## Historische Entwicklung
De Gemeindeverband hieß ursprünglich Communauté de communes du Canton de Noyant. Nach der Auflösung des Kantons im Jahr 2015 verlor der Name seine Sinnhaftigkeit und wurde auf die aktuelle Bezeichnung abgeändert.
Mit Wirkung vom 1. Januar 2017 wurde der Gemeindeverband aufgelöst. Die Gemeinde La Pellerine schloss sich der Communauté de communes Baugeois Vallée an, die übrigen Mitgliedsgemeinden bildeten die Commune nouvelle Noyant-Villages, die danach dem gleichen Gemeindeverband beitrat.

## Ehemalige Mitgliedsgemeinden
1. Auverse
2. Breil
3. Broc
4. Chalonnes-sous-le-Lude
5. Chavaignes
6. Chigné
7. Dénezé-sous-le-Lude
8. Genneteil
9. Lasse
10. Linières-Bouton
11. Meigné-le-Vicomte
12. Méon
13. Noyant
14. Parçay-les-Pins
15. La Pellerine